# A harag tüze
A harag tüze (eredeti cím: Out of the Furnace) 2013-ban bemutatott amerikai thriller, melyet Brad Ingelsby és Scott Cooper forgatókönyvéből Scott Cooper rendezett. A film producerei közt volt Ridley Scott és Leonardo DiCaprio is. A főbb szerepekben Christian Bale, Casey Affleck, Woody Harrelson, Zoë Saldana, Forest Whitaker, Willem Dafoe és Sam Shepard látható. 
Az amerikai mozikban 2013. december 4-én mutatták be.

## Cselekmény
Russell Baze (Bale) acélgyári munkás és civil életbe beilleszkedni képtelen, iraki háborús veterán testvére, Rodney (Affleck) Pennsylvaniában élnek. Rodney pusztakezes küzdelmeket vállal John Petty (Dafoe) bártulajdonos és kisstílű bűnöző megbízásából. Petty illegális szerencsejátékkal is foglalkozik, így amikor Rodney a játék miatt eladósodik, egy nagy meccset kér tőle, hogy ezzel törlessze tartozását. Petty ezt vonakodva összehozza egy könyörtelen bűnbandával, Rodney azonban nemsokára eltűnik, ezért testvére a nyomába ered.   

## Szereplők
| Színész         | Szerep            | Magyar hang   |
| --------------- | ----------------- | ------------- |
| Christian Bale  | Russell Baze      | Fekete Ernő   |
| Casey Affleck   | Rodney Baze, Jr.  | Dévai Balázs  |
| Woody Harrelson | Harlan DeGroat    | Stohl András  |
| Zoë Saldana     | Lena Warren       | Pikali Gerda  |
| Forest Whitaker | Wesley Barnes     | Bognár Tamás  |
| Willem Dafoe    | John Petty        | Sörös Sándor  |
| Sam Shepard     | Gerald "Red" Baze | Rosta Sándor  |
| Tom Bower       | Dan Dugan         | Ujréti László |

## Fordítás
- Ez a szócikk részben vagy egészben  az   Out of the Furnace című angol Wikipédia-szócikk fordításán alapul.  Az eredeti cikk szerkesztőit annak laptörténete sorolja fel. Ez a jelzés csupán a megfogalmazás eredetét és a szerzői jogokat jelzi, nem szolgál a cikkben szereplő információk forrásmegjelöléseként.